# Дабробосненска митрополия
Дабробосненската митрополия е епархия на Сръбската православна църква на територията на Босна и Херцеговина и със седалище в Сараево. Тя е издигната на база старата дабробосненска епископия при издигането на старата сръбска архиепископия в Печка патриаршия в Скопие на 16 април 1346 г., Великден.
Първо седалище на епископията е манастира Баня близо до Прибой на Лим в средновековната сръбска област, наречена Дабър (на сръбски без ликвидна метатеза името е Дабар). Епископията е може би най-важната и значима за архиепископията, в последствие прераснала в патриаршия, защото диоцеза ѝ постепенно се разширява на запад, включително Централна Босна и цялата област между реките Върбас и Уна, т.е. така наречената Босненска Крайна. Поради и което названието на митрополията е Дабробосненска, т.е. обхващаща историческа Босна. Най-голям пространствен обхват митрополията достигна през 16-ти и 17-ти век след възстановяването на старата Печка патриаршия (съществена част от която е тази митрополия) през 1557 г., когато епархията ѝ на запад включва всички гранични области по така наречената военна граница: Книнска Крайна, Лика и Кърбава, Кордун и разбира се Дабър), т.е. диоцезът на митрополията обхваща целия Босненски еялет. По-късно епархийският ѝ район постепенно се стеснява заради отстъплението на Османската империя, като най-голямата промяна настъпва през 1900 г., когато Босненска Крайна е извадена от диоцеза ѝ, за да се създаде новата Банялучка епархия. Оттогава диоцезът на Дабробосненската митрополия се свежда от Централна Босна до горното Подриние.
Дабробосненската епархия е сред първите създадени от Сава Сръбски с учредяването на Сръбската православна архиепископия през 1219 г., със седалище в манастира Баня, в близост до Прибой. През 15 век митрополията е под юрисдикцията на Охридската архиепископия – до възстановяването на Печката патриаршия през 1557 г., и така до неканоничното ѝ закриване през 1766 г. В този период от 1557 г. до 1766 г. всички сръбски земи са в диоцеза на патриаршията. В центъра на сръбските земи в рамките на Печката патриаршия е именно Дабробосненската митрополия, която включва Босна, Далмация и Лика, с изключение на района на Зворник, но не през цялото време. Дабробосненският митрополит по османско време резидирал в манастира Ръман и имал свой наместик за далматинските сърби в лицето на игумена на манастира Кърка.
Последен дабробосненски митрополит, преди закриването на печката патриаршия е бившия игумен на Рилския манастир – българинът Серафим Дабробосненски. След него Дабробосненската митрополия става част от Константинополската патриаршия, като това положение се запазва и след анексията на Босна и Херцеговина.
След края на Първата световна война, през 1920 г. Дабробосненската митрополия става част от Сръбската православна църква, вече патриаршия. По време на Втората световна война, диоцезът на митрополията е в Независимата хърватска държава.